# Војна академија (4. сезона)
Четврта сезона телевизијске серије Војна академија је премијерно емитована на РТС-у од 29. септембра до 31. децембра 2018. године.

## Радња
Сазнаје се у које родове војске су распоређени нови кадети, а и нека нова војна лица долазе.

## Улоге

### Главне
- Бојан Перић – Данијел Стошић
- Бранко Јанковић – Живојин Џаковић
- Тијана Печенчић – Милица Зимоњић Зимче
- Славен Дошло – Илија Морача Ика
- Вучић Перовић – Богољуб Јанковић Буги
- Ђорђе Стојковић – Груја Голијанин
- Анђела Јовановић – Светлана Савић Цеца
- Андреа Ржаничанин – Анђела Бањац
- Гордана Пауновић – Марија Гаћеша Маша
- Јован Јовановић – Гвозден Савић
- Јована Беловић – Нађа Лалић
- Небојша Миловановић – мајор Драган Кашанин
- Иван Михаиловић – Мирко Клисура
- Драгана Дабовић – Инес Шашвари Шаша
- Тамара Драгичевић – Надица Арсић
- Радивоје Буквић – Проф. мајор Миодраг Марковић
- Гордан Кичић – познати глумац
- Виктор Савић − Капетан корвете Здравко Бркић
- Тихомир Станић – генерал Зековић
- Драган Бјелогрлић – Пуковник Мирослав Панић
- Младен Нелевић – Десимир Џаковић
- Олга Одановић – Милијарда Клисура
- Предраг Смиљковић – Богољуб Зимоњић
- Марија Вицковић – Рија
- Марија Бергам - Александра
- Милан Марић − Огњен
- Марко Гверо − Потпуковник Данило Јеж
- Јелица Сретеновић – куварица Бранкица Тодоровић Буразер
- Марија Гашић − Глогиња Јовановић
- Анка Гаћеша − Виолета
- Милица Томашевић − Маруша Павловић Мара

### Епизодне
- Горан Радаковић – професор Чучко
- Синиша Ћопић − Душан Павловић, Марин отац
- Зинаида Дедакин – Машина мајка
- Наташа Ћулибрк − Анђелија Џаковић, Џаковићева и Надицина ћерка
- Миљан Прљета као Ратомир
- Ђорђе Марковић као мајор Жељко Тремошљика
- Верољуб Јефтић као официр рачунач
- Нела Михаиловић као богаташица Хелена
- Васа Вранеш као Милош, Ријин син
- Радослав Миленковић као чика Живојин
- Љубиша Милишић као Икин отац
- Марија Опсеница као Икина мајка
- Рада Ђуричин као Ружица, Анђелина бака
- Бранка Пујић као Милена Савић, Цецина мајка
- Драган Петровић као Васа Савић Цецин отац
- Милош Петровић као Калаш
- Милица Мајкић као Мија
- Ива Јовановић као Марија Савић, Цецина сестра
- Оливера Викторовић као Рада Џаковић, Џаковићева мајка
- Предраг Бјелац као Зорко Савић, Гвозденов отац
- Харис Бурина као Марадона Клисура

## Епизоде
| Бр. еп. (укупно) | Бр. еп. (у сезони) | Наслов       | Редитељ       | Сценариста                                                          | Премијера           |
| --- | ------------------ | ------------ | ------------- | ------------------------------------------------------------------- | ------------------- |
| 39 | 1                  | Епизода 4.1  | Дејан Зечевић | По причи: Гордана Михића и Бобана Јевтића Сценарио: Зорица Цвијетић | 29. септембар 2018. |
| Кадети се распоређују по родовима војске, а најлакше добијају Анђела и Груја који за заповедника добијају Џаковића. Бугија шаљу у речну морнарицу где је заповедник капетан Здравко Бркић. Маша има тешкоћа са трчањем јер је неколико пута падала на вежби код Зимчета. Стошић Ику шаље у специјалце где Ика добија задатак да истовари пун камион стрељива, што и завршава тешком муком. Цеци Стошић задаје да опере цео спрат њеног новог рода војске, а она тамо среће Нађу која жали дан кад ју је послушала да остане у војсци. Генерал Зековић најављује долазак јако строгог мајора Марковића који ће да обучава кадете. Буразеру стиже нова куварица јер су Шеки и Жарач прекомандовани у Нови Сад. У току ноћи, Груја одводи Бугија и Ику у кафану прекопута касарне где пева лепа певачица Рија, али одатле их избацује Бркић кога нису очекивали. |                    |              |               |                                                                     |                     |
| 40 | 2                  | Епизода 4.2  | Дејан Зечевић | По причи: Гордана Михића и Бобана Јевтића Сценарио: Зорица Цвијетић | 6. октобар 2018.    |
| Стошић одводи Машу због уганутог чланка код докторке Александре коју затиче у свађи са њеним дечком Огњеном. Џаковић је разговарао са Надицом која је забринута јер Десимир храни њихову ћерку Анђелију самим месом што Џале подржава. Зековић доноси Панићу слику на којој су Панић и његова бивша девојка која је уједно и Зековићева бивша девојка. Строги мајор Марковић долази на академију и одмах даје задатак Нађи. На путу ка полигону, Буги је срео Рију како се сунча. Маши долази мајка у посету и успева да је избламира код Кашанина. У месари "Чварак", Груја и Морача упознају лепу Мару, а њој Груја одмах запада за очи и даје му свој фејсбук профил. Код Бркића настаје права пометња кад му Гвозден саопшти да су изгубили Бугија. |                    |              |               |                                                                     |                     |
| 41 | 3                  | Епизода 4.3  | Дејан Зечевић | По причи: Гордана Михића и Бобана Јевтића Сценарио: Зорица Цвијетић | 13. октобар 2018.   |
| Клисура и Виолета најављују своју свадбу Милијарди, а она чудно реагује. Током трчања, Бркићев вод пролази поред Ријине куће па је она Махнула Бугију што је Бркић дочекао на нож. Цеца упућује Панића код Анђеле, а она му открива чија је у ствари ћерка. Џаковићев вод упознаје свог новог надређеног, потпуковника Данила Јежа. Током састанка са Џаковићем, Зимчетом и Стошићем, Кашанин прима позив и открива да се глумац вратио на снимање и да ће му он, на своје велико незадовољство, бити стручни сарадник. Десимир моли Џаковића да му позајми војни уређај за проналазак подземних вода што Џаковић одбија. На вежби, Зимчетов вод упознаје свог новог професора, мајора Жељка Тремошљику. |                    |              |               |                                                                     |                     |
| 42 | 4                  | Епизода 4.4  | Дејан Зечевић | По причи: Гордана Михића и Бобана Јевтића Сценарио: Зорица Цвијетић | 20. октобар 2018.   |
| Познати глумац наставља снимање на академији. Мајор Марковић држи час самоодбране, али почиње мало да претерује са предавањем и да се превише уживљава због чега је Анђели замало сломио руку, али је пуковник Панић наишао и обуздао га. Груја почиње да се дописује са Маром преко фејсбука. Десимир води Богољуба (Зимчетовог оца) на "задатак позајмљивања уређаја за проналажење подземних вода", али их хватају и покрећу истрагу која се преноси и на Зимчета и Џаковића јер се сумња на њихову умешаност у овај догађај. |                    |              |               |                                                                     |                     |
| 43 | 5                  | Епизода 4.5  | Дејан Зечевић | По причи: Гордана Михића и Бобана Јевтића Сценарио: Зорица Цвијетић | 27. октобар 2018.   |
| Потпуковник Јеж држи Грујиној групи предавање о раду са тенком, а Џаковића касније кори што је донео кошнице близу рејона вежбања. Ријин син одлази на пецање, али пада са чамца у воду. На срећу, Капетан корвете Бркић и његова група су се нашли у том тренутку у близини па је Буги показао и своју јуначку страну спасавши њеног сина. На журци коју су добили као одмор, Бугијев другар из групе Гвозден упознаје остале, али се при сусрету са њима стварају варнице између њега, Грује, Ике и Анђеле па он одлази. Цеца је изашла на бину и запевала једну Занину песму због чега је Груја био присиљен да каже Бугију да реши ствари са Цецом и не даје јој лажну наду. Десимира и Богољуба пуштају из притвора. Шаша долази код Надице и саопштава јој да је раскинула са Ненадом и да изгледа и даље воли Мирка. И Надица има своје муке - њена и Џаковићева ћерка Анђелија једе само сухомеснато. Милијарда је забринута због Миркове везе са Виолетом. Пре него што је отишао на спавање, Груја је преко фејсбука потражио Мари једну њену слику, а оно што му је она послала га је изненадило. |                    |              |               |                                                                     |                     |
| 44 | 6                  | Епизода 4.6  | Дејан Зечевић | По причи: Гордана Михића и Бобана Јевтића Сценарио: Зорица Цвијетић | 3. новембар 2018.   |
| Због одбијања да изврши наређење, Ика бива послат у затвор, али тамо одбија да једе због чега Стошић долази да га опомене и припрети му продужавањем казне. Груја затиче Нађу уплакану, а она му одговара да се заљубила у мајора Марковића, али да он има супругу која је новинарка. Кад ју је позвао мобилним телефоном, Александра му је одбрусила не знајући да ју је позвао Стошић. Током одласка по месо за војску, Буги свраћа код Рије и њеног сина, а Грују Мара одводи у шпајз где започињу прво вођење љубави, али их у томе прекида долазак њеног оца. При повратку у касарну, настао је мали неспоразум између Грује и потпуковника Јежа јер је Груја остао само у боксерицама у џипу јер је униформу дао Буразеру да му ушије. Касније, друштво преко Гвоздена одлази у тајну посету Ики током које су он и Анђела признали једно другом шта осећају. Шаша се уписала на часове плеса код Мирка и Виолете како би спровела свој план да врати Мирка себи у дело. Глумац говори редитељу да се заљубио у Зимче. |                    |              |               |                                                                     |                     |
| 45 | 7                  | Епизода 4.7  | Дејан Зечевић | По причи: Гордана Михића и Бобана Јевтића Сценарио: Зорица Цвијетић | 10. новембар 2018.  |
| Ику одводе на задатак из притвора. Током вожње, Анђела је замолила Џаковића да замене места, али је Стошић то забранио, а глумац се набацује Зимче што она пред кадетима не дозвољава. Груја и Гвозден су обарали руке да се види ко је јачи и победио је Груја. Стошић се среће са Александром на рингишпилу и тамо су гађали у мету, а после тога се између њих родила веза. Шаша почиње да полако учи кораке, али се жали Надици да не може на шта јој она одговара да мора да буде упорна. Нађа затиче Цецу како чита Кама сутру и Цеца јој говори да ће да изгуби невиност и то са Бугијем и да је смислила како да га заведе. Ики у посету долази отац и говори му како их његови бивши другови уцењују и траже новац, а Ика обећава да ће то решити. Десимир и Богољуб одлазе да купе пса трагача од сељака Ратомира, али одатле после жустре расправе беже главом без обзира јер је он пустио псе на њих, а после доживљавају још један крах кад упадну у сукоб са једном сељанком која је због њих двојице довела комшије са пушкама. Мара долази до касарне и моли Машу да доведе Грују. Кад је Груја дошао, она му је рекла да је трудна. |                    |              |               |                                                                     |                     |
| 46 | 8                  | Епизода 4.8  | Дејан Зечевић | По причи: Гордана Михића и Бобана Јевтића Сценарио: Зорица Цвијетић | 17. новембар 2018.  |
| Кадете са глумцем мајор Марковић одводи на вежбу и задаје им задатак да помоћу карте дођу до полигона, али током кретања, глумац се губи и налеће на Ратомира како напаствује Мару па добија метак у ногу и тешком муком проналази Стошића, Џаковића и Зимче који му притичу у помоћ. У међувремену, непознати и закринкани људи хватају Цецу, Машу и Гвоздена, а остали крећу да их ослободе током чега Анђела упада у борбу са једним од тих људи и савладава их приликом чега он скида кринку и открива јој да је мајор Марковић и да је све била вежба. |                    |              |               |                                                                     |                     |
| 47 | 9                  | Епизода 4.9  | Дејан Зечевић | По причи: Гордана Михића и Бобана Јевтића Сценарио: Зорица Цвијетић | 24. новембар 2018.  |
| Глумац је примљен на ушивање. Пошто је послушала Нађин савет како да се спреми за губљење невиности са Бугијем, Цеца је "цепнула" како јој је она и рекла, али не једном него неколико пута због чега је пијана заспала у Бугијевом кревету. Кадети добијају слободан викенд па свако иде својим путем − Буги код Рије где открива да она одлази за Немачку након чега одлази од ње и прихвата Цецин позив код њених, Маша са Гвозденом прво до његових па у ресторан, Груја у Београд код својих, а са собом одводи и Мару јер му је било жао њеног стања, а Анђела са Панићем код своје мајке. Ику зове отац и говори му да су га они његови претукли, да им није дао паре и да му је мајка видно потресена. Огњен је на паркингу навалио на Александру да иде са њом за Београд, а кад га је одбила, он ју је ударио због чега је Стошић излетео из дворишта и пребио га. Глогиња се исповедила Буразеру да десет година није имала односе. |                    |              |               |                                                                     |                     |
| 48 | 10                 | Епизода 4.10 | Дејан Зечевић | По причи: Гордана Михића и Бобана Јевтића Сценарио: Зорица Цвијетић | 1. децембар 2018.   |
| Цеца доводи Бугија код својих, а тамо он сазнаје о Цецином ранијем животу и каква јој је породица. Касније, он одлази у Ријину кафану, а одатле са њом код ње где су водили љубав. Ика посећује своју бившу екипу и успева да их натера да му оставе породицу на миру, али га касније хапси полиција и на Стошићево ургирање пушта. Анђела и Панић одлазе до њене куће, али тамо од њене баке откривају да јој мајка ту више не живи и да је отишла са неким пробисветом и променила број телефона. Такође, они откривају истину о њеном оцу што њу потпуно слама. Током боравка у кафани, на Шашу насрће неки момак, али Мирко успева да га пребије и отера. Видевши призор између Мирка и Шаше после туче, Виолета одлази, а Мирко одлучује да запроси Шашу. Кад је она пристала, Мирко је отишао до Милијарде да јој саопшти радосну вест. На путу за Београд, аутобус у ком су Груја и Мара запада у гужву због удеса испред њих. Путници су изашли да протегну ноге током чега је Мари позлило. |                    |              |               |                                                                     |                     |
| 49 | 11                 | Епизода 4.11 | Дејан Зечевић | По причи: Гордана Михића и Бобана Јевтића Сценарио: Зорица Цвијетић | 8. децембар 2018.   |
| Груја је донео онесвешћену Мару у болницу где је откривено да је побацила. Маша и Гвозден су отишли код његовог оца Зорка, старог мотористе који је некада припадао чувеној 63. Падобранској бригади. Двоје кадета се све више зближавају. Кад су коначно били заједно код куће, Надица и Џаковић су се опустили па је он предложио да пораде на другом детету, али их је у тој намери осујетило звоно на вратима. Овог пута није био Десимир већ забринута Џаковићева мајка. Буги се пробудио у Ријином кревету после љубавне ноћи и тужан је због њеног одласка. Одлазећи од ње, на обали је угледао капетана корвете Бркића који је у потпуности разумео стање. Између пуковника Панића и мајора Марковића је дошло до сукоба. Панић му је, као надређени, наредио да више не малтретира његове кадете, а током разговора је откривено да су њих двојица били на Косову у време НАТО агресије. Глумац је завршио са снимањем филма па је дошао у Зимчетову пословницу да се опрости од ње и том приликом се тако театрално понашао да ју је засмејао до суза. На железничкој станици, Рија и њен мали син Милош су чекали да се укрцају на воз за Немачку, али их је изненадила неочекивана појава Бугија. Следећег дана се одржао састанак на високом нивоу. Пред сам почетак вежбе, кадети су добили коверте у којима су били непосредна упутства и подела задатака. Ика је одређен да у склопу вежбе буде "заповедник батаљона". |                    |              |               |                                                                     |                     |
| 50 | 12                 | Епизода 4.12 | Дејан Зечевић | По причи: Гордана Михића и Бобана Јевтића Сценарио: Зорица Цвијетић | 15. децембар 2018.  |
| Главна вежба је почела. Џаковић је пред оскудну "битку" одржао поводљив говор кадетима, надахнуто читајући чувене речи јунака са Цера. Панић и Марковић су сада службено стали на супротстављене стране. Панић је главни стратег "плавих" којима припадају и кадети под Икиним заповедањем док Марковић руководи "црвенима" који "глуме" непријатељску војску у нападу. Како је симулирани сукоб две стране одмицао, чинило се да су Марковићеви "црвени" у опасном преимућству. Панић је оћутао на Марковићеве опаске да је начинио школски пример стратешке грешке. У вежби су учествовали сви родови војске. Грујин тенк се покварио у важном часу па су његови покушавали да га поправе. Одбрана "плави" се свела на једну кућу. Много их је заробљено. Хоће ли успети да окрену стање у своју корист? Ко ће ликовати на крају − Панић или Марковић? Ко ће коме честитати на доброј ударној процени? |                    |              |               |                                                                     |                     |
| 51 | 13                 | Епизода 4.13 | Дејан Зечевић | По причи: Гордана Михића и Бобана Јевтића Сценарио: Зорица Цвијетић | 22. децембар 2018.  |
| После завршене вежбе сви су се вратили на редовне радње у Војној академији. Начелник Зековић је позвао Стошића, Зимчета, Кашанина, Бркића, Јежа и Џаковића на извештај и тражио да се покрене казнени поступак због неких непослушних кадета, али су му њих шесторо узвратили добро познатим 4 "С" у облику истих писмених извештаја. Цеца је рекла Нађи да је одлучила да заборави Бугија, а Нађа јој је објаснила како да га придобије. Шаша је открила Зимчету да се удаје за Клисуру и замолила Надицу да јој буде кума што је Надица са усхићењем прихватила. Клисура је касније узео Џаковића за кума. Калиопе је Милијарди донела "венчаницу" за Шашу, али је Шаша одбила да је носи. Зимче је добила задатак да среди све око свадбе због чега је она ангажовала Буразера да направи торту, а ова, због мука око исте, Глогињу да јој помогне у прављењу. Маша је наговарала Гвоздена да пође са њом на свадбу, али је он покушао да јој стави до знања да му се свиђа, али се то завршило мало другачије. |                    |              |               |                                                                     |                     |
| 52 | 14                 | Епизода 4.14 | Дејан Зечевић | По причи: Гордана Михића и Бобана Јевтића Сценарио: Зорица Цвијетић | 31. децембар 2018.  |
| Клисура је сањао покојног оца који му је дао савете о браку. Шашина и Клисурина свадба је донела многа разрешења − Глогиња је покушала да смува Кашанина, али јој није успело, Груја је преко мобилног изјавио Мари љубав уз трубаче, Маша и Гвозден су признали једно другом шта осећају, Буги је успео да заборави Рију, а Панић је открио Зековићу чија је Анђела у ствари ћерка. |                    |              |               |                                                                     |                     |

## Напомена
- Приликом досадашњег емитовања серије, на почетку сваке епизоде није наведен назив саме епизоде.